# Thomas John Kiangio
Thomas John Kiangio (* 17. März 1965 in Mazinde Ngua) ist ein tansanischer römisch-katholischer Geistlicher und Bischof von Tanga.

## Leben
Thomas John Kiangio besuchte von 1975 bis 1981 die Grundschule in seinem Heimatort sowie von 1982 bis 1986 das Kleine Seminar St. Joseph in Soni und von 1987 bis 1989 das Kleine Seminar St. Peter in Morogoro. Von 1989 bis 1991 studierte Kiangio Philosophie am Priesterseminar St. Anthony in Ntungamo und von 1991 bis 1997 Katholische Theologie am Priesterseminar St. Charles Mwanga in Segerea. Daneben absolvierte er von 1994 bis 1995 ein Pastoralpraktikum in Mlingano und belegte 1995 am Bugando Medical Center in Mwanza einen Kurs in Krankenhausseelsorge. Er wurde am 1. Januar 1997 in der Kathedrale St. Anthony in Tanga zum Diakon geweiht und empfing am 16. Juli desselben Jahres in der Pfarrkirche in Mazinde Ngua das Sakrament der Priesterweihe für das Bistum Tanga.
Kiangio war zunächst als Pfarrvikar in Lushoto tätig, bevor er 1998 Vizerektor und Lehrer am Kleinen Seminar St. Joseph in Soni wurde. 1999 wurde Thomas John Kiangio für weiterführende Studien nach Rom entsandt, wo er an der Päpstlichen Universität Urbaniana ein Lizenziat im Fach Dogmatik erwarb und 2004 mit der Arbeit Presbyter as mediator and reconciliator. Theological reflection on the role of ministerial priesthood for the peace of the people of God in the light of Pastores dabo vobis with reference to the Church in Tanzania („Der Priester als Vermittler und Versöhner. Theologische Reflexion über die Rolle des Amtspriestertums für den Frieden des Volkes Gottes im Lichte von Pastores dabo vobis mit Bezug auf die Kirche in Tansania“) in dieser Disziplin zum Doktor der Theologie promoviert wurde. Nach der Rückkehr in seine Heimat unterrichtete er erneut am Kleinen Seminar St. Joseph in Soni, bevor er schließlich 2005 dessen Rektor wurde. Von 2013 bis 2020 fungierte er als Generalsekretär und Kanzler der Kurie des Bistums Tanga. Ab dem 24. Dezember 2020 leitete Kiangio das Bistum Tanga während der Sedisvakanz als Diözesanadministrator.
Am 7. Juni 2023 ernannte ihn Papst Franziskus zum Bischof von Tanga. Der Erzbischof von Daressalam, Jude Thadaeus Ruwa’ichi OFMCap, spendete ihm am 3. September desselben Jahres in der Kathedrale St. Anthony in Tanga die Bischofsweihe; Mitkonsekratoren waren der Bischof von Mtwara, Titus Joseph Mdoe, und der Bischof von Kigoma, Joseph Mlola OSS.

## Schriften
- Presbyter as mediator and reconciliator. Theological reflection on the role of ministerial priesthood for the peace of the people of God in the light of Pastores dabo vobis with reference to the Church in Tanzania. Pontificia Universitas Urbaniana, Rom 2004, OCLC 314456271.